# FA Charity Shield 1997
FA Charity Shield 1997 byl 75. ročník anglického superpoháru zvaného Charity Shield, pořádaného anglickou fotbalovou asociací (FA). Zápas se odehrál 3. srpna 1997 na Stadionu Wembley v Londýně. Účastníky byli vítěz Premier League sezóny 1996/97 Manchester United FC, a vítěz anglického poháru ve stejném roce Chelsea FC.

## Statistiky zápasu
| 3. srpna 1997 16:00 SELČ |        |                      |                                                              |
| Chelsea FC               | 1 : 1  | Manchester United FC | Stadion Wembley, Londýn diváci: 73 636 rozhodčí: Peter Jones |
| Hughes 52'               | Report | 58' Johnsen          | Stadion Wembley, Londýn diváci: 73 636 rozhodčí: Peter Jones |

|                                 |       | Penaltový rozstřel       |  |
| Sinclair Zola Di Matteo Leboeuf | 2 : 4 | Scholes Irwin Keane Butt |  |

| Chelsea FC | Manchester United FC |

| B               | 1  | Ed de Goey        |     |     |
| SO              | 20 | Frank Sinclair    | 26' |     |
| SO              | 5  | Frank Leboeuf     |     |     |
| SO              | 6  | Steve Clarke      |     |     |
| PO              | 11 | Dennis Wise ()    | 30' |     |
| LO              | 17 | Danny Granville   |     |     |
| DZ              | 28 | Jody Morris       |     | 46' |
| SZ              | 8  | Gustavo Poyet     |     |     |
| SZ              | 16 | Roberto Di Matteo |     |     |
| SÚ              | 25 | Gianfranco Zola   |     |     |
| SÚ              | 10 | Mark Hughes       |     | 77' |
| Náhradníci:     |    |                   |     |     |
| B               | 13 | Kevin Hitchcock   |     |     |
| O               | 2  | Dan Petrescu      | 90' | 46' |
| O               | 29 | Neil Clement      |     |     |
| Z               | 4  | Ruud Gullit       |     |     |
| Z               | 16 | Paul Hughes       |     |     |
| Ú               | 9  | Gianluca Vialli   |     | 77' |
| Ú               | 22 | Mark Nicholls     |     |     |
| Hrající trenér: |    |                   |     |     |
| Ruud Gullit     |    |                   |     |     |

| B             | 1  | Peter Schmeichel     |     |     |
| PO            | 12 | Phil Neville         |     |     |
| SO            | 6  | Gary Pallister       |     |     |
| SO            | 5  | Ronny Johnsen        |     |     |
| LO            | 3  | Denis Irwin          |     |     |
| PZ            | 18 | Paul Scholes         |     |     |
| SZ            | 16 | Roy Keane ()         |     |     |
| SZ            | 8  | Nicky Butt           |     |     |
| LZ            | 11 | Ryan Giggs           |     | 72' |
| SÚ            | 10 | Teddy Sheringham     | 43' | 72' |
| SÚ            | 9  | Andy Cole            |     |     |
| Náhradníci:   |    |                      |     |     |
| B             | 17 | Raimond van der Gouw |     |     |
| O             | 2  | Gary Neville         |     |     |
| Z             | 7  | David Beckham        |     | 72' |
| Z             | 14 | Jordi Cruyff         |     | 72' |
| Z             | 15 | Karel Poborský       |     |     |
| Z             | 23 | Ben Thornley         |     |     |
| Ú             | 13 | Brian McClair        |     |     |
| Trenér:       |    |                      |     |     |
| Alex Ferguson |    |                      |     |     |

|  |  |